# شورش‌های یهودا علیه بابل
شورش‌های یهودا علیه بابل (انگلیسی: Judah's revolts against Babylon) (۶۰۱–۵۸۶ پ. م) تلاش‌های پادشاهی یهودا برای فرار از تسلط امپراتوری بابل نو بود. این امر به پیروزی بابلی‌ها و نابودی پادشاهی یهودا منجر شد و آغاز وقفه طولانی مدت در خودمختاری یهودیان در یهودیه تا شورش مکابی قرن دوم پیش از میلاد بود. نیروهای بابلی پایتخت اورشلیم را تصرف کردند و هیکل سلیمان را نابود کردند و سقوط یهودا را کامل کردند، رویدادی که آغاز اسیران یهودی در بابل بود، دوره ای در تاریخ  یهود که در آن تعداد زیادی از یهودیان به زور از یهودا خارج شدند و در بین‌النهرین (در کتاب مقدس صرفاً به عنوان «بابل» ترجمه شده‌است) اسکان داده شدند.

## پس زمینه
مصر تا نبرد کرکمیش در حدود ۶۰۶ پ. م قدرت منطقه ای بود. بعدها، بابل آمد و به حکومت مصر پایان داد، تسلط خود را برقرار کرد و پادشاهی یهودا را تابع خود کرد.